# Alpen Cup kobiet w skokach narciarskich 2021/2022
Alpen Cup kobiet w skokach narciarskich 2021/2022 – 14. edycja Alpen Cup kobiet. Cykl rozpoczął się 9 sierpnia 2021 w niemieckim Klingenthal, a zakończył 13 marca 2022 w niemieckim Rastbüchl.
Tytułu sprzed roku broniła Słowenka Nika Prevc.
Konkurs zaplanowany na 16 stycznia 2022 w Oberhofie został przesunięty na 15 stycznia.

## Kalendarz i wyniki
| Lp.                                        | Data                                       | Miejscowość                                | Skocznia                                   | HS                                         | Uwagi                                      | 1. miejsce              | 2. miejsce              | 3. miejsce              |
| ------------------------------------------ | ------------------------------------------ | ------------------------------------------ | ------------------------------------------ | ------------------------------------------ | ------------------------------------------ | ----------------------- | ----------------------- | ----------------------- |
| 1.                                         | 9 sierpnia 2021                            | Klingenthal                                | Vogtlandschanzen                           | HS-85                                      | –                                          | Emely Torazza           | Elisabeth Strümpfel     | Anna-Fay Scharfenberg   |
| 2.                                         | 10 sierpnia 2021                           | Klingenthal                                | Vogtlandschanzen                           | HS-85                                      | –                                          | Anna-Fay Scharfenberg   | Martina Zanitzer        | Asia Marcato            |
| 3.                                         | 12 sierpnia 2021                           | Pöhla                                      | Pöhlbachschanze                            | HS-66                                      | –                                          | Emely Torazza           | Anna-Fay Scharfenberg   | Lilou Zepchi            |
| 4.                                         | 14 sierpnia 2021                           | Bischofsgrün                               | Ochsenkopfschanze                          | HS-71                                      | –                                          | Nika Prevc              | Nika Vetrih             | Lilou Zepchi            |
| 5.                                         | 15 sierpnia 2021                           | Bischofsgrün                               | Ochsenkopfschanze                          | HS-71                                      | –                                          | Nika Prevc              | Taja Bodlaj             | Jerneja Repinc Zupančič |
| Alpen-Cup-Tournee – klasyfikacja końcowa   | Alpen-Cup-Tournee – klasyfikacja końcowa   | Alpen-Cup-Tournee – klasyfikacja końcowa   | Alpen-Cup-Tournee – klasyfikacja końcowa   | Alpen-Cup-Tournee – klasyfikacja końcowa   | Alpen-Cup-Tournee – klasyfikacja końcowa   | Anna-Fay Scharfenberg   | Emely Torazza           | Martina Zanitzer        |
| 6.                                         | 11 września 2021                           | Liberec                                    | Ještěd B                                   | HS-100                                     | –                                          | Nika Prevc              | Emely Torazza           | Michelle Göbel          |
| 7.                                         | 12 września 2021                           | Liberec                                    | Ještěd B                                   | HS-100                                     | –                                          | Jerneja Repinc Zupančič | Nika Prevc              | Michelle Göbel          |
| 8.                                         | 24 września 2021                           | Kandersteg                                 | Nordic Arena                               | HS-106                                     | –                                          | Nika Prevc              | Jerneja Repinc Zupančič | Anna-Fay Scharfenberg   |
| 9.                                         | 25 września 2021                           | Kandersteg                                 | Nordic Arena                               | HS-106                                     | –                                          | Jerneja Repinc Zupančič | Nika Vetrih             | Nika Prevc              |
| 10.                                        | 17 grudnia 2021                            | Seefeld                                    | Toni-Seelos-Olympiaschanze                 | HS-109                                     | –                                          | Nika Prevc              | Taja Bodlaj             | Jerneja Repinc Zupančič |
| 11.                                        | 18 grudnia 2021                            | Seefeld                                    | Toni-Seelos-Olympiaschanze                 | HS-109                                     | –                                          | Taja Bodlaj             | Jerneja Repinc Zupančič | Nika Vetrih             |
| 12.                                        | 15 stycznia 2022                           | Oberhof                                    | Kanzlersgrund                              | HS-100                                     | –                                          | Nika Prevc              | Jerneja Repinc Zupančič | Julia Mühlbacher        |
| 13.                                        | 15 stycznia 2022                           | Oberhof                                    | Kanzlersgrund                              | HS-100                                     | [ a ]                                      | Nika Prevc              | Julia Mühlbacher        | Jerneja Repinc Zupančič |
| 14.                                        | 12 lutego 2022                             | Kranj                                      | Bauhenk                                    | HS-109                                     | [ b ]                                      | Nika Vetrih             | Lilou Zepchi            | Emma Chervet            |
| 15.                                        | 12 lutego 2022                             | Kranj                                      | Bauhenk                                    | HS-109                                     | –                                          | Lilou Zepchi            | Emma Chervet            | Sina Arnet              |
| 16.                                        | 12 marca 2022                              | Rastbüchl                                  | Baptist-Kitzlinger-Schanze                 | HS-78                                      | –                                          | Jerneja Repinc Zupančič | Taja Bodlaj             | Sophie Kothbauer        |
| 17.                                        | 13 marca 2022                              | Rastbüchl                                  | Baptist-Kitzlinger-Schanze                 | HS-78                                      | –                                          | Jerneja Repinc Zupančič | Taja Bodlaj             | Sophie Kothbauer        |
| Alpen Cup 2021/2022 – klasyfikacja końcowa | Alpen Cup 2021/2022 – klasyfikacja końcowa | Alpen Cup 2021/2022 – klasyfikacja końcowa | Alpen Cup 2021/2022 – klasyfikacja końcowa | Alpen Cup 2021/2022 – klasyfikacja końcowa | Alpen Cup 2021/2022 – klasyfikacja końcowa | Jerneja Repinc Zupančič | Nika Prevc              | Nika Vetrih             |

## Statystyki indywidualne
| Zawodniczka | Klingenthal 09.08 | Klingenthal 10.08 | Pöhla 12.08 | Bischofsgrün 14.08 | Bischofsgrün 15.08 | Liberec 11.09 | Liberec 12.09 | Kandersteg 24.09 | Kandersteg 25.09 | Seefeld 17.12 | Seefeld 18.12 | Oberhof 15.01 | Oberhof 15.01 | Kranj 12.02 | Kranj 12.02 | Rastbüchl 12.03 | Rastbüchl 13.03 |
| Austria | Austria           | Austria           | Austria     | Austria            | Austria            | Austria       | Austria       | Austria          | Austria          | Austria       | Austria       | Austria       | Austria       | Austria     | Austria     | Austria         | Austria         |
| --- | ----------------- | ----------------- | ----------- | ------------------ | ------------------ | ------------- | ------------- | ---------------- | ---------------- | ------------- | ------------- | ------------- | ------------- | ----------- | ----------- | --------------- | --------------- |
| Leoni Bergner | 32                | 26                | 32          | 39                 | 41                 | –             | –             | –                | –                | –             | –             | –             | –             | –           | –           | –               | –               |
| Sophie Kothbauer | –                 | –                 | –           | –                  | –                  | 13            | 17            | –                | –                | –             | –             | 13            | 14            | –           | –           | 3               | 3               |
| Clara Mentil | 21                | 20                | 25          | 36                 | 31                 | –             | –             | –                | –                | –             | –             | –             | –             | –           | –           | –               | –               |
| Vanessa Moharitsch | –                 | –                 | –           | –                  | –                  | 8             | 12            | 10               | 10               | –             | –             | 15            | 16            | –           | –           | –               | –               |
| Julia Mühlbacher | –                 | –                 | –           | –                  | –                  | –             | –             | –                | –                | –             | –             | 3             | 2             | –           | –           | –               | –               |
| Laura Pletz | 23                | 23                | 30          | 38                 | 38                 | –             | –             | –                | –                | –             | –             | –             | –             | –           | –           | –               | –               |
| Anja Rathgeb | 20                | –                 | 27          | 27                 | 24                 | –             | –             | –                | –                | –             | –             | –             | –             | –           | –           | –               | –               |
| Sahra Schuller | –                 | –                 | –           | –                  | –                  | –             | –             | –                | –                | –             | –             | –             | –             | –           | –           | 17              | 16              |
| Marit Weichselbraun | 16                | 15                | 22          | 28                 | 30                 | –             | –             | –                | –                | –             | –             | –             | –             | –           | –           | –               | –               |
| Czechy |                   |                   |             |                    |                    |               |               |                  |                  |               |               |               |               |             |             |                 |                 |
| Karolína Horká | 33                | –                 | –           | 40                 | –                  | –             | –             | –                | –                | –             | –             | –             | –             | –           | –           | –               | –               |
| Jolana Hradilová | 27                | –                 | –           | –                  | –                  | –             | –             | –                | –                | –             | –             | –             | –             | –           | –           | –               | –               |
| Anežka Indráčková | 19                | 14                | 15          | –                  | –                  | 17            | 15            | –                | –                | –             | –             | 4             | 4             | –           | –           | –               | –               |
| Tereza Koldovská | 9                 | –                 | –           | 33                 | –                  | –             | –             | –                | –                | –             | –             | –             | –             | –           | –           | –               | –               |
| Štěpánka Ptáčková | –                 | –                 | –           | –                  | –                  | –             | –             | –                | –                | –             | –             | 18            | 19            | –           | –           | –               | –               |
| Francja |                   |                   |             |                    |                    |               |               |                  |                  |               |               |               |               |             |             |                 |                 |
| Emma Chervet | –                 | –                 | 17          | 23                 | 36                 | –             | –             | 18               | 21               | 7             | 8             | –             | –             | 3           | 2           | 8               | 4               |
| Lexane Durand Poudret | –                 | –                 | 6           | –                  | 18                 | –             | –             | 15               | 12               | 20            | 27            | 20            | 20            | 18          | 17          | 19              | 18              |
| Emma Rougeron | –                 | –                 | 12          | 13                 | 43                 | –             | –             | 23               | 24               | 26            | 25            | 25            | 25            | –           | –           | –               | –               |
| Lilou Zepchi | –                 | –                 | 3           | 3                  | 8                  | –             | –             | 20               | 17               | 5             | 10            | 6             | 7             | 2           | 1           | 6               | 7               |
| Liechtenstein |                   |                   |             |                    |                    |               |               |                  |                  |               |               |               |               |             |             |                 |                 |
| Alina Büchel | 29                | 22                | 28          | 30                 | 32                 | –             | –             | 24               | 25               | –             | –             | –             | –             | –           | –           | 24              | 32              |
| Niemcy |                   |                   |             |                    |                    |               |               |                  |                  |               |               |               |               |             |             |                 |                 |
| Lia Böhme | –                 | –                 | –           | –                  | –                  | –             | –             | 12               | 11               | 9             | 5             | –             | –             | –           | –           | –               | –               |
| Ronja Drax | –                 | –                 | –           | –                  | –                  | –             | –             | –                | –                | 23            | 23            | –             | –             | 22          | 20          | 21              | 21              |
| Joanna Eberle | –                 | –                 | –           | –                  | –                  | –             | –             | –                | –                | 22            | 22            | –             | –             | 21          | 18          | 31              | 27              |
| Nadine Färber | 14                | 17                | 20          | 26                 | 28                 | –             | –             | –                | –                | –             | –             | –             | –             | –           | –           | 32              | 25              |
| Christina Feicht | –                 | –                 | –           | –                  | –                  | dns           | dns           | –                | –                | 11            | 15            | –             | –             | –           | –           | 12              | 8               |
| Michelle Göbel | –                 | –                 | –           | –                  | –                  | 3             | 3             | –                | –                | –             | –             | –             | –             | –           | –           | –               | –               |
| Trine Göpfert | 7                 | 10                | 4           | –                  | 6                  | –             | –             | –                | –                | –             | –             | –             | –             | –           | –           | –               | –               |
| Lara Günther | 24                | 21                | 24          | 34                 | 37                 | –             | –             | –                | –                | –             | –             | –             | –             | –           | –           | –               | –               |
| Katharina Hieber | 26                | 19                | –           | –                  | 40                 | –             | –             | –                | –                | –             | –             | –             | –             | –           | –           | –               | –               |
| Kathrin Hitzinger | –                 | –                 | –           | –                  | –                  | –             | –             | –                | –                | –             | –             | –             | –             | –           | –           | 29              | 29              |
| Alvine Holz | 18                | 18                | 26          | 20                 | 21                 | –             | –             | –                | –                | –             | –             | –             | –             | 8           | 8           | 27              | 22              |
| Magda Höger | –                 | –                 | –           | –                  | –                  | –             | –             | –                | –                | –             | –             | –             | –             | –           | –           | 25              | 26              |
| Selina Kölle | 5                 | 12                | 14          | 25                 | 20                 | –             | –             | –                | –                | –             | –             | –             | –             | 19          | 22          | 28              | 28              |
| Pia Lilian Kübler | –                 | –                 | –           | –                  | –                  | 7             | 10            | –                | –                | –             | –             | –             | –             | –           | –           | 9               | 5               |
| Klara Lebelt | 31                | 6                 | 33          | 32                 | –                  | –             | –             | –                | –                | 17            | 17            | –             | –             | 13          | 12          | 18              | 14              |
| Ronja Loh | 11                | 11                | 19          | –                  | 11                 | –             | –             | –                | –                | –             | –             | –             | –             | –           | –           | –               | –               |
| Amelie Neumann | 17                | 15                | 29          | 35                 | 34                 | –             | –             | –                | –                | –             | –             | –             | –             | 23          | 24          | 20              | 30              |
| Anna-Fay Scharfenberg | 3                 | 1                 | 2           | 7                  | 9                  | 15            | 11            | 3                | 22               | 16            | 16            | –             | –             | –           | –           | 4               | 9               |
| Elisabeth Strümpfel | 2                 | 7                 | 16          | 24                 | 16                 | –             | –             | –                | –                | –             | –             | –             | –             | –           | –           | –               | –               |
| Amelie Thannheimer | –                 | –                 | –           | –                  | –                  | –             | –             | –                | –                | –             | –             | –             | –             | 20          | 19          | 22              | 17              |
| Maike Tyralla | –                 | –                 | 11          | 22                 | 29                 | 22            | 18            | –                | –                | 24            | 20            | –             | –             | –           | –           | 14              | –               |
| Słowenia |                   |                   |             |                    |                    |               |               |                  |                  |               |               |               |               |             |             |                 |                 |
| Taja Bodlaj | –                 | –                 | –           | 4                  | 2                  | 5             | 13            | 4                | 6                | 2             | 1             | –             | –             | –           | –           | 2               | 2               |
| Ana Jereb | –                 | –                 | –           | 10                 | 10                 | 21            | 14            | –                | –                | –             | –             | –             | –             | 12          | 9           | –               | –               |
| Jerica Jesenko | –                 | –                 | –           | 15                 | 19                 | 10            | 6             | 19               | 15               | 15            | 11            | 12            | 11            | 7           | 7           | 5               | 13              |
| Tinkara Komar | –                 | –                 | –           | 21                 | –                  | 12            | 9             | 9                | 9                | 5             | 7             | 14            | 12            | 6           | 5           | 6               | 6               |
| Taja Košir | –                 | –                 | –           | –                  | –                  | 23            | 21            | –                | –                | –             | –             | 23            | 24            | 15          | 21          | 26              | 23              |
| Maja Kovačič | –                 | –                 | –           | 12                 | 42                 | 18            | 20            | 21               | 19               | –             | –             | 21            | 22            | 10          | 10          | 23              | 20              |
| Nika Krašovic | –                 | –                 | –           | 17                 | 22                 | 16            | 22            | 16               | 18               | 19            | 21            | 19            | 18            | 14          | 13          | 16              | 19              |
| Lara Logar | –                 | –                 | –           | 6                  | 14                 | 6             | 8             | 8                | 4                | 14            | 6             | 9             | 8             | 5           | 4           | 11              | 12              |
| Zala Mihelčič | –                 | –                 | –           | 31                 | 35                 | –             | –             | –                | –                | –             | –             | –             | –             | dns         | 25          | –               | –               |
| Katarina Pirnovar | –                 | –                 | –           | 18                 | 26                 | –             | –             | –                | –                | 13            | 14            | 16            | 9             | dns         | dns         | 13              | 11              |
| Nika Prevc | –                 | –                 | –           | 1                  | 1                  | 1             | 2             | 1                | 3                | 1             | 4             | 1             | 1             | –           | –           | –               | –               |
| Jerneja Repinc Zupančič | –                 | –                 | –           | 11                 | 3                  | 4             | 1             | 2                | 1                | 3             | 2             | 2             | 3             | –           | –           | 1               | 1               |
| Nika Vetrih | –                 | –                 | –           | 2                  | 12                 | 9             | 5             | 7                | 2                | 4             | 3             | 5             | 6             | 1           | 6           | 10              | 10              |
| Urša Vidmar | –                 | –                 | –           | –                  | –                  | 14            | 16            | 14               | 14               | 21            | 19            | 24            | 23            | 16          | 16          | –               | –               |
| Szwajcaria |                   |                   |             |                    |                    |               |               |                  |                  |               |               |               |               |             |             |                 |                 |
| Sina Arnet | 6                 | 9                 | 8           | 13                 | 5                  | –             | –             | 6                | 5                | 10            | 13            | 8             | 10            | 4           | 3           | –               | –               |
| Rea Kindlimann | 4                 | 4                 | 9           | 19                 | 17                 | –             | –             | 13               | 7                | 18            | 18            | 17            | 17            | –           | –           | –               | –               |
| Emely Torazza | 1                 | 8                 | 1           | 9                  | 4                  | 2             | 4             | 5                | 8                | 12            | 12            | 11            | 15            | 8           | 14          | –               | –               |
| Celina Wasser | 30                | 24                | 31          | 37                 | 39                 | –             | –             | –                | –                | –             | –             | –             | –             | –           | –           | –               | –               |
| Wielka Brytania |                   |                   |             |                    |                    |               |               |                  |                  |               |               |               |               |             |             |                 |                 |
| Mani Cooper | 28                | 25                | –           | –                  | –                  | –             | –             | –                | –                | –             | –             | –             | –             | –           | –           | –               | –               |
| Włochy |                   |                   |             |                    |                    |               |               |                  |                  |               |               |               |               |             |             |                 |                 |
| Camilla Henni Comazzi | 13                | 5                 | 10          | 5                  | 15                 | –             | –             | 22               | 20               | –             | –             | –             | –             | –           | –           | –               | –               |
| Giada Delugan | 22                | –                 | 22          | 29                 | 25                 | –             | –             | –                | –                | –             | –             | –             | –             | –           | –           | –               | –               |
| Jessica Malsiner | –                 | –                 | –           | –                  | –                  | –             | –             | –                | –                | –             | –             | 7             | 5             | –           | –           | –               | –               |
| Asia Marcato | 10                | 3                 | 7           | –                  | 13                 | 11            | 7             | 25               | 23               | 27            | 26            | –             | –             | dns         | 23          | 33              | 31              |
| Greta Pinzani | 25                | –                 | 21          | 16                 | 27                 | –             | –             | –                | –                | –             | –             | –             | –             | –           | –           | –               | –               |
| Lena Prinoth | 12                | –                 | 18          | –                  | 33                 | –             | –             | –                | –                | –             | –             | –             | –             | –           | –           | –               | –               |
| Noelia Vuerich | 15                | 13                | 13          | –                  | 23                 | 19            | 19            | 17               | 13               | 25            | 24            | 22            | 21            | 17          | 11          | 30              | 24              |
| Martina Zanitzer | 8                 | 2                 | 5           | 8                  | 7                  | 20            | 23            | 11               | 16               | 8             | 9             | 10            | 13            | 11          | 15          | 15              | 15              |
| Legenda |                   |                   |             |                    |                    |               |               |                  |                  |               |               |               |               |             |             |                 |                 |
| 1-3 4-30 poniżej 30 dns – Zawodniczka zgłoszona, nie wystartowała w konkursie. dsq – Zawodniczka została zdyskwalifikowana w konkursie - – Zawodniczka nie została zgłoszona do konkursu. |                   |                   |             |                    |                    |               |               |                  |                  |               |               |               |               |             |             |                 |                 |

## Klasyfikacja generalna
Stan po zakończeniu sezonu 2021/2022
| Miejsce | Zawodniczka             | Występy | Punkty |
| ------- | ----------------------- | ------- | ------ |
| 1.      | Jerneja Repinc Zupančič | 12      | 894    |
| 2.      | Nika Prevc              | 10      | 890    |
| 3.      | Nika Vetrih             | 14      | 679    |
| 4.      | Emely Torazza           | 15      | 652    |
| 5.      | Taja Bodlaj             | 8       | 625    |
| 6.      | Lilou Zepchi            | 13      | 580    |
| 7.      | Anna-Fay Scharfenberg   | 13      | 523    |
| 8.      | Lara Logar              | 14      | 472    |
| 9.      | Sina Arnet              | 13      | 465    |
| 10.     | Martina Zanitzer        | 17      | 462    |
| ...     |                         |         |        |